# Plectrophora zarumensis
Plectrophora zarumensis är en orkidéart som beskrevs av Dodson och P.M.Dodson. Plectrophora zarumensis ingår i släktet Plectrophora och familjen orkidéer. Inga underarter finns listade i Catalogue of Life.